# Gromada Bronisławów
Die Gromada Bronisławów war zwischen 1954 und 1959 eine Verwaltungseinheit in der Volksrepublik Polen. Verwaltet wurde die Gromada vom Gromadzka Rada Narodowa, dessen Sitz sich in Bronisławów befand und aus 12 Mitgliedern bestand.
Die Gromada Bronisławów gehörte zum Powiat Grodziskomazowiecki in der Woiwodschaft Warschau und bestand aus den ehemaligen Gromadas Adamówek, Badowo-Dańki, Badowo-Mściska, Bronisławów, Kamionka, Marianka, Pieńki-Strzyże, Władysławów und Zbiroża der aufgelösten Gmina Piekary, der Gromada Ciemne-Gnojna aus der aufgelösten Gmina Radziejowice sowie den Gromadas Lutkówka "B", Tłumy und Zimna Woda aus der aufgelösten Gmina Skuły und den Orten Postrzygołki und Sosnowica die aus der Stadt Mszczonów herausgelöst wurden.
Die Gromada wurde am 31. Dezember 1959 aufgelöst und der neuen Gromada Mszczonów angegliedert.